# Braize
Braize är en kommun i departementet Allier i regionen Auvergne-Rhône-Alpes i de centrala delarna av Frankrike. Kommunen ligger  i kantonen Cérilly som ligger i arrondissementet Montluçon. År 2022 hade Braize 259 invånare.

## Befolkningsutveckling
Antalet invånare i kommunen Braize
Referens: INSEE